# Aletheus (Patrice)
Aletheus (ou Alethius) de Burgondie († 616), (Aléthée en français) fut patrice de Burgondie, et serait issu de la dynastie royale burgonde. Il fut jugé et exécuté par ordre de Clotaire II après s’être rebellé.

## Généalogie
L’historien Maurice Chaume nous signale que la chronique de Frédégaire en fait un descendant des anciens rois burgondes « regio genere de Burgundionibus », et en fait un descendant au 4e degré du roi Godomar III, de son fils Guillebaud Ier (Willibad Ier), roi et martyr à la date du 10 ou 11 mai. Il serait également père du patrice Guillebaud II (ou Willibad II).

## Biographie
C’est en 613 qu'est signalé pour la première fois le patrice Aletheus. Lui et trois ducs nommés Rocco, Sigoaldus et Eudila, sont au côté du maire du palais Warnachaire II qui complote contre la reine Brunehilde.
Quelques années après la mort de Brunehilde, avec l’aide de l’évêque Leudemond de Sion et le comte ultrajuran Herpinus, Aletheus tente en vain de renverser Clotaire II. Voulant même répudier sa femme et épouser la reine Bertrude, Aletheus sera jugé puis exécuté sur le champ.